# Polyclithrum mugilini
Polyclithrum mugilini är en plattmaskart. Polyclithrum mugilini ingår i släktet Polyclithrum och familjen Gyrodactylidae. Inga underarter finns listade i Catalogue of Life.